# Carlia crypta
Carlia crypta — вид сцинкоподібних ящірок родини сцинкових (Scincidae). Ендемік Австралії.

## Поширення і екологія
Carlia crypta мешкають в горах Великого Вододільного хребта в штаті Квінсленд, на південь від Куктауна. 